# Acanthogobius hasta
Acanthogobius hasta és una espècie de peix de la família dels gòbids i de l'ordre dels perciformes.

## Morfologia
- Els mascles poden assolir 50 cm de longitud total i 400 g de pes.[4][5]

## Alimentació
Menja gambes, peixos i crancs.

## Hàbitat
És un peix de clima temperat i demersal.

## Distribució geogràfica
Es troba al Japó, Corea i la Xina.

## Observacions
És inofensiu per als humans.